# Luvila otna
Luvila otna är en insektsart som beskrevs av Irena Dworakowska 1977. Luvila otna ingår i släktet Luvila och familjen dvärgstritar.
Artens utbredningsområde är Nigeria. Inga underarter finns listade i Catalogue of Life.